# Ново Брдо (Краварсько)
Ново Брдо (хорв. Novo Brdo) — населений пункт у Хорватії, у Загребській жупанії у складі громади Краварсько.

## Населення
Населення за даними перепису 2011 року становило 77 осіб.
Динаміка чисельності населення поселення:

## Клімат
Середня річна температура становить 10,46 °C, середня максимальна – 24,86 °C, а середня мінімальна – -6,32 °C. Середня річна кількість опадів – 948 мм.
| Клімат поселення                              | Клімат поселення | Клімат поселення | Клімат поселення | Клімат поселення | Клімат поселення | Клімат поселення | Клімат поселення | Клімат поселення | Клімат поселення | Клімат поселення | Клімат поселення | Клімат поселення | Клімат поселення |
| Показник                                      | Січ.             | Лют.             | Бер.             | Квіт.            | Трав.            | Черв.            | Лип.             | Серп.            | Вер.             | Жовт.            | Лист.            | Груд.            |                  |
| Середній максимум, °C                         | 6,26             | 8,31             | 12,82            | 17,07            | 21,71            | 24,86            | 24,22            | 23,58            | 19,90            | 14,71            | 8,90             | 4,85             |                  |
| Середня температура, °C                       | −0,02            | 2,01             | 6,54             | 10,77            | 15,42            | 18,54            | 20,24            | 19,60            | 15,92            | 10,74            | 4,92             | 0,90             |                  |
| Середній мінімум, °C                          | −6,32            | −4,29            | 0,22             | 4,49             | 9,11             | 12,26            | 16,27            | 15,63            | 11,94            | 6,76             | 0,94             | −3,08            |                  |
| Норма опадів, мм                              | 56               | 54               | 64               | 73               | 81               | 95               | 86               | 91               | 91               | 92               | 94               | 71               |                  |
| Середньомісячна швидкість вітру, м/с          | 1.70             | 1.84             | 2.28             | 2.13             | 2.00             | 1.80             | 1.78             | 1.60             | 1.60             | 1.63             | 1.70             | 1.70             |                  |
| Середньомісячна сонячна радіація, кДж/м²·день | 4219             | 6888             | 10530            | 15037            | 19184            | 21081            | 22190            | 19335            | 14145            | 8798             | 4648             | 3390             |                  |
| --------------------------------------------- | ---------------- | ---------------- | ---------------- | ---------------- | ---------------- | ---------------- | ---------------- | ---------------- | ---------------- | ---------------- | ---------------- | ---------------- | ---------------- |
| Джерело:                                      |                  |                  |                  |                  |                  |                  |                  |                  |                  |                  |                  |                  |                  |